# نیکولاس پیلگی
نیکولاس پیلگی (انگلیسی: Nicholas Pileggi؛ زادهٔ ۲۲ فوریهٔ ۱۹۳۳) یک نویسنده، فیلم‌نامه‌نویس، و تهیه‌کننده اهل ایالات متحده آمریکا است. وی از سال ۱۹۸۹ میلادی تاکنون مشغول فعالیت بوده‌است.